# Чому чоловіки ніколи не слухають, а жінки не вміють паркуватися
Чому чоловіки ніколи не слухають, а жінки не вміють паркуватися (нім. Warum Männer nicht zuhören und Frauen schlecht einparken) — кінофільм режисера Леандера Хауссмана, що вийшов на екрани в 2007 році.

## Зміст
Невдало припаркувавши машину, Катрін зачіпає кабріолет Яна. Між ними спалахує словесна баталія. Кинувши чоловікові листок з номером страховки, жінка іде. У чоловікові прокидається інстинкт мисливця: він не може відпустити «жертву», поки не познайомиться з нею. Ян переслідує Катрін і все ж отримує її домашню адресу. Незабаром вони починають жити разом. Отут і відкривається глибока прірва, яка розділяє такі дві різі істоти, як чоловік і жінка. І, схоже, неможливість співіснувати в гармонії зумовлена самою природою.

## Ролі
| Актор           | Роль |
| --------------- | ---- |
| Бенно Фюрман    | -    |
| Джессіка Шварц  | -    |
| Анніка Кул      | -    |
| Маттіас Мачці   | -    |
| Уве Оксенкнехт  | -    |
| Надя Бекер      | -    |
| Саша Шмітц      | -    |
| Том Шилінг      | -    |
| Ларс Рудольф    | -    |
| Флорентіна Ламі | -    |
| Томас Кречманн  | -    |

## Знімальна група
- Режисер — Леандер Хауссман
- Сценарист — Рохус Хан, Олександр Стевер, Аллан Піз
- Продюсер — Олівер Бербен, Герман Вайгель, Мартін Московіц
- Композитор — Джеймс Ласт